# Patrick Jørgensen
Patrick Jørgensen (ur. 31 maja 1991 w Kopenhadze) – duński szpadzista, brązowy medalista mistrzostw świata.
Podczas mistrzostw świata w Moskwie w 2015 roku wywalczył brązowy medal w turnieju indywidualnym. Wyprzedzili go tylko Węgier Géza Imre i Francuz Gauthier Grumier. W rywalizacji drużynowej zajął tam siódme miejsce.
Ponadto zdobył srebrny medal w turnieju drużynowym na mistrzostwach Europy w Düsseldorfie (2019).
Nigdy nie wziął udziału w igrzyskach olimpijskich.